# Pargny-Filain
Pargny-Filain era una comuna francesa que estaba situada en el departamento de Aisne, de la región de Alta Francia, que el 1 de enero de 2025 pasó a formar parte de la comuna nueva de Pargny-et-Filain.

## Demografía
| Gráfica de evolución demográfica de Pargny-Filain entre 1800 y 2016 |
|                                                                     |

Los datos demográficos contemplados en este gráfico de la comuna de Pargny-Filain se han cogido de 1800 a 1999 de la página francesa EHESS/Cassini, y los demás datos de la página del INSEE.